# Починчук Петро Іванович
Петро Іванович Починчук  (рос. Петр Иванович Починчук, 26 липня 1954) — радянський легкоатлет, олімпійський медаліст.

## Виступи на Олімпіадах
| Олімпіада   | Дисципліна      | Місце |
| ----------- | --------------- | ----- |
| Москва 1980 | ходьба на 20 км | 2     |